# Gedenksteen voor Anton de Kom (Paramaribo)
De gedenksteen voor Anton de Kom aan de Anton de Komstraat in Paramaribo werd onthuld op 22 februari 1985.
Het betreft een granieten steen met daarop de volgende zinnen die ontleend zijn aan het slot van zijn boek Wij slaven van Suriname (1934).
| Beeldhouwer Krisnapersad Khedoe Sranang, mijn vaderland. Eenmaal hoop ik u weer te zien. Op de dag waarop alle ellende uit u weggewist zal zijn. Ter herinnering aan Anton de Kom Onthuld op 22 februari 1985 |

Andere gedenktekens in Suriname voor Anton de Kom zijn zijn borstbeeld op de campus en zijn standbeeld voor de universiteit.

## Anton de Kom
Anton de Kom (1898-1945) was een schrijver en activist. Hij kon in Suriname als boekhouder moeilijk aan het werk komen en vertrok in 1921 naar Nederland. Hij raakte geïnspireerd door de Amerikaanse antiracismestrijd, het onafhankelijkheidsstreven voor Nederlands-Indië en het communisme. Uit ongenoegen dat er in Nederland weinig bekend was over de Surinaamse geschiedenis en de geschiedenis van de Nederlandse slavernij gaf hij lezingen en schreef hij zijn boek. Toen zijn moeder in 1932 op haar sterfbed lag, keerde hij terug naar Suriname. Hij ging hier door met politieke activiteiten en richtte een adviesbureau op waarmee hij mensen uit verschillende bevolkingsgroepen bediende. Hij kreeg eerst een verbod op het geven van lezingen en werd later gevangengezet. Een grote menigte die om zijn vrijlating riep werd beschoten omdat ze het plein niet verlieten, met twee doden tot gevolg. De Kom werd kort hierna op de boot naar Nederland gezet. Tijdens de Tweede Wereldoorlog schreef hij voor een illegale communistische krant. Hij werd gearresteerd en kwam via verschillende kampen uiteindelijk in Sandbostel terecht, waar hij overleed. Zijn lichaam werd in 1960 geïdentificeerd. In die jaren werd ook zijn boek door studenten herontdekt.

## Geboortehuis

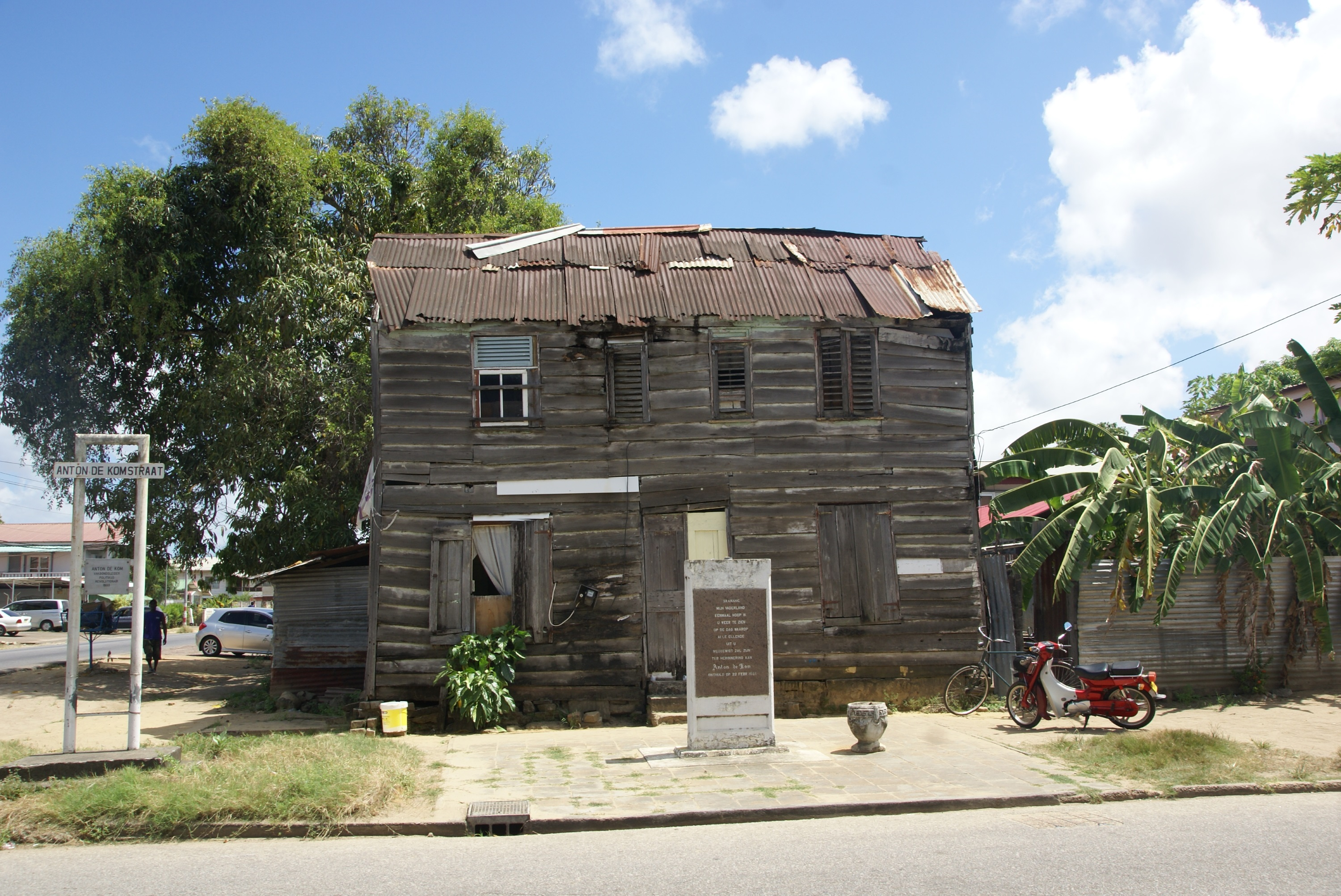
Zijn gedenksteen voor het geboortehuis, 2016

Het geboortehuis van Anton de Kom staat aan de Anton de Komstraat (in zijn tijd de Pontewerfstraat) in de wijk Frimangron. Begin jaren 2020 was het huis een bouwval. Er werd over gesproken om het af te breken en een replica op dezelfde plek te herbouwen. Toen zoon Cees de Kom in november 2021 overleed, heeft de familie de herbouw eerst opgeschort. Het huis werd wel alvast afgebroken, omdat het bouwval een gevaar opleverde voor de omgeving.